# Hrazdan (rzeka)
Hrazdan (orm. Հրազդան, znana też jako Zanga) – rzeka w Armenii, lewy dopływ Araksu. 
Długość 146 kilometrów, powierzchnia dorzecza 7,3 tys. km². Rzeka wypływa z jeziora Sewan. W górnym biegu płynie w wąskiej i głębokiej górskiej dolinie, a w dolnym – przez Równinę Araracką. Średni roczny przepływ przy ujściu wynosi 18 m³/s (sztucznie regulowany po zbudowaniu w latach 1930–1962 kaskady 6 elektrowni wodnych). Jest wykorzystywana do celów energetycznych i nawadniania (około 100 tysięcy hektarów). Nad rzeką leży Erywań z jeziorem Erywań.